# Aston Martin Lagonda Taraf
Aston Martin Lagonda Taraf – samochód osobowy klasy aut luksusowych produkowany przez brytyjską markę Aston Martin w latach 2015– 2016.

## Historia i opis modelu

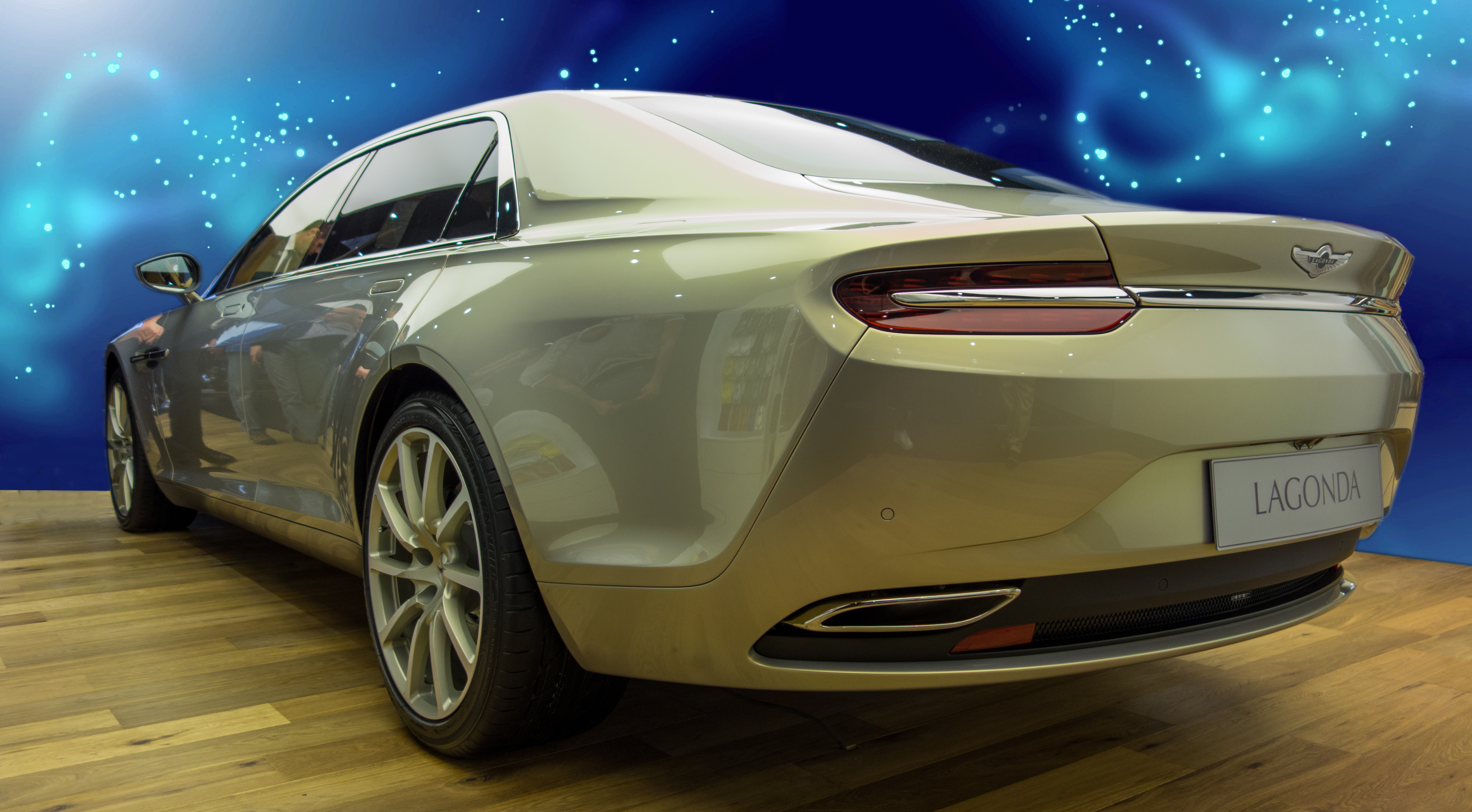
Aston Martin Lagonda Taraf - tył

Lagonda Taraf nawiązuje do modelu Lagonda z lat 1976 - 1989.. Auto zostało zbudowane na płycie podłogowej modelu Rapide. Początkowo samochód produkowany miał być w krótkiej, limitowanej serii, a kupić mogli go jedynie zaproszeni przez markę klienci z Bliskiego i Środkowego Wschodu, jednak w listopadzie 2014 roku Andy Palmer powiedział, że auto dostępne będzie także w Stanach Zjednoczonych, Chinach oraz w Europie.
Auto zostało zbudowane głównie z włókna węglowego oraz aluminium.
We wrześniu 2014 roku zaprezentowano oficjalne fotografie modelu oraz rozpoczęto w Omanie testowanie dwóch prototypów pojazdu. Samochód budowany ma być ręcznie przez specjalny dział personalizacji Astona pod nazwą „Q”.
Wnętrze pojazdu składa się z czterech indywidualnych foteli wyprofilowanych tak by połączyć komfort oraz trzymanie w zakrętach.